# Nadia Reisenberg
Nadia Reisenberg Sherman (Vilna, 14 de julio de 1904-Nueva York, 10 de junio de 1983) fue una pianista estadounidense de origen lituano.

## Biografía
Nadia Reisenberg nació en Vilna en el seno de una familia judía. Sus padres fueron Aaron y Rachel Reisenberg. Su hermana Anna (Newta) nació dos años después, y Clara en 1911, quien más tarde tomó el nombre de casada de Clara Rockmore y se hizo famosa por su virtuosismo en el theremin. Las tres hermanas permanecieron extremadamente unidas. Cuando Nadia tenía seis años, su tío Paul envió un piano a la familia, y Nadia supo de inmediato que estaría tocando el teclado por el resto de su vida. Su talento exigió que la familia se mudara a San Petersburgo para estudiar en el Conservatorio, donde el famoso compositor Alexander Glazunov, se interesó especialmente en la talentosa niña. Estudió con Leonid Nikolayev en el Conservatorio de San Petersburgo. Debido a las convulsiones de la Revolución de Octubre, ella y su familia regresaron a Vilna, luego viajaron a Varsovia y Alemania. Finalmente se establecieron en Nueva York en 1922. Su hijo, Robert Sherman, imparte cursos sobre "El negocio de la música" en Juilliard y anteriormente escribió críticas musicales para The New York Times durante cuatro décadas.

## Carrera musical
Reisenberg dio conciertos en la década de 1920, en particular con su hermana Clara Rockmore, pero en 1930 volvió a estudiar y eligió a Josef Hofmann como tutor. La actividad concertística más importante de Reisenberg tuvo lugar en la década de 1940. Fue elogiada especialmente por su serie de conciertos que abarcan todos los conciertos para piano de Mozart, interpretados (con la dirección de Alfred Wallenstein) para WOR, que se emitieron en la temporada 1939/40.
Reisenberg continuó actuando hasta el final de su vida y apareció en el Carnegie Hall un total de 22 veces. Aunque habitualmente actuaba como solista con la Filarmónica de Nueva York, dio dos recitales en la sala: un programa íntegramente de Tchaikovsky el 13 de noviembre de 1943, en conmemoración del 50 aniversario de la muerte del compositor, y otro de repertorio desconocido el 21 de noviembre de 1947.

## Legado
Los hijos de Reisenberg fueron coautores de una biografía sobre su madre, Nadia Reisenberg: A Musician's Scrapbook (1985). Desde 2002, el premio Nadia Reisenberg Recital patrocinado por The Nadia Reisenberg & Clara Rockmore Foundation se lleva a cabo cada dos años en la Escuela de Música Mannes en la ciudad de Nueva York.